# Guarniero
Guarniero  è un nome proprio di persona italiano maschile.

## Varianti
- Maschili: Guarnieri[2], Guarnero, Guarnerio, Varniero[1], Varnero[1], Irnerio[3], Inerio[3]
  - Ipocoristici: Neri

### Varianti in altre lingue
- Catalano: Guarner[4], Veneri[4]
- Danese: Verner[5]
- Francese medio: Garnier[1][5]
- Frisone
  - Alterati: Wessel[5]
- Germanico: Warinhari[1][2][5]
- Latino medievale: Warinharius[2], Warnerius[1], Wernerius[3], Guarnerius[2], Guarnerus[1], Guernerius[1], Yrnerius[3], Irnerius[3]
- Norvegese: Verner[5]
- Olandese: Werner[5]
  - Ipocoristici: Wessel[5]
- Spagnolo: Guarnerio[4], Venerio[4]
- Svedese: Verner[5]
- Tedesco: Werner[2][5]
  - Ipocoristici: Wetzel[5]

## Origine e diffusione
Deriva dal nome germanico Warinhari, di tradizione francone, latinizzato dapprima in Warinharius e poi in Guarnerius ed altre forme analoghe. Esso è composto dai termini warin (o wara, waran, warna, "difesa", "protezione", "guardia") e hari (o harja, heer, "popolo in armi", "esercito"), e il significato complessivo può essere interpretato come "che protegge/custodisce l'esercito", "difensore/guardia dell'esercito". Il primo dei due elementi si ritrova anche nel nome Guarino, mentre il secondo, comunissimo nell'onomastica germanica, si riscontra ad esempio in Aroldo, Ermanno e Gualtiero.
In Italia venne introdotto dalla Francia, ed è documentato in forme latinizzate a partire dal IX secolo, e ha dato origine anche a dei cognomi come "Guarnieri". Il nome era già raro negli anni 1950, e negli anni 1970 si registrava in un centinaio di occorrenze tra forma base e varianti, accentrate in Toscana e per il resto disperse nel centro-nord; faceva eccezione, nello stesso periodo, la variante Irnerio, attestata in oltre un migliaio di casi, di cui più della metà in Emilia-Romagna, riflesso della fama del giurista medievale bolognese Irnerio. Il nome gode di ben maggiore fortuna in tedesco, e anche in tale lingua ha generato una vasta schiera di cognomi, tra cui si possono citare Warner, Werner, Wernher, Wirner, Wirnhier, Wörner e Wörnhör.

## Onomastico
Un santo di questo nome, Varnerio di Oberwesel, era festeggiato il giorno 19 aprile nella diocesi di Treviri; si trattava di fanciullo martirizzato, secondo la tradizione, dagli ebrei: la figura, analoga a quella del Simonino di Trento, venne rimossa dal calendario liturgico nel 1963.

## Persone
- Guarniero I, prefetto della marca orientale
- Guarniero V di Speyergau, conte di Worms e di Nahegau
- Guarniero di Walbeck, Margravio della marca del Nord

### Variante Guarnieri
- Guarnieri di Hainaut, conte fiammingo
- Guarnieri I di Lenzburg-Baden, condottiero svevo
- Guarnieri II di Lenzburg-Baden, condottiero svevo
- Guarnieri d'Urslingen, condottiero e capitano di ventura tedesco

### Variante Werner
- Werner Arber, biologo svizzero
- Werner Egk, compositore tedesco

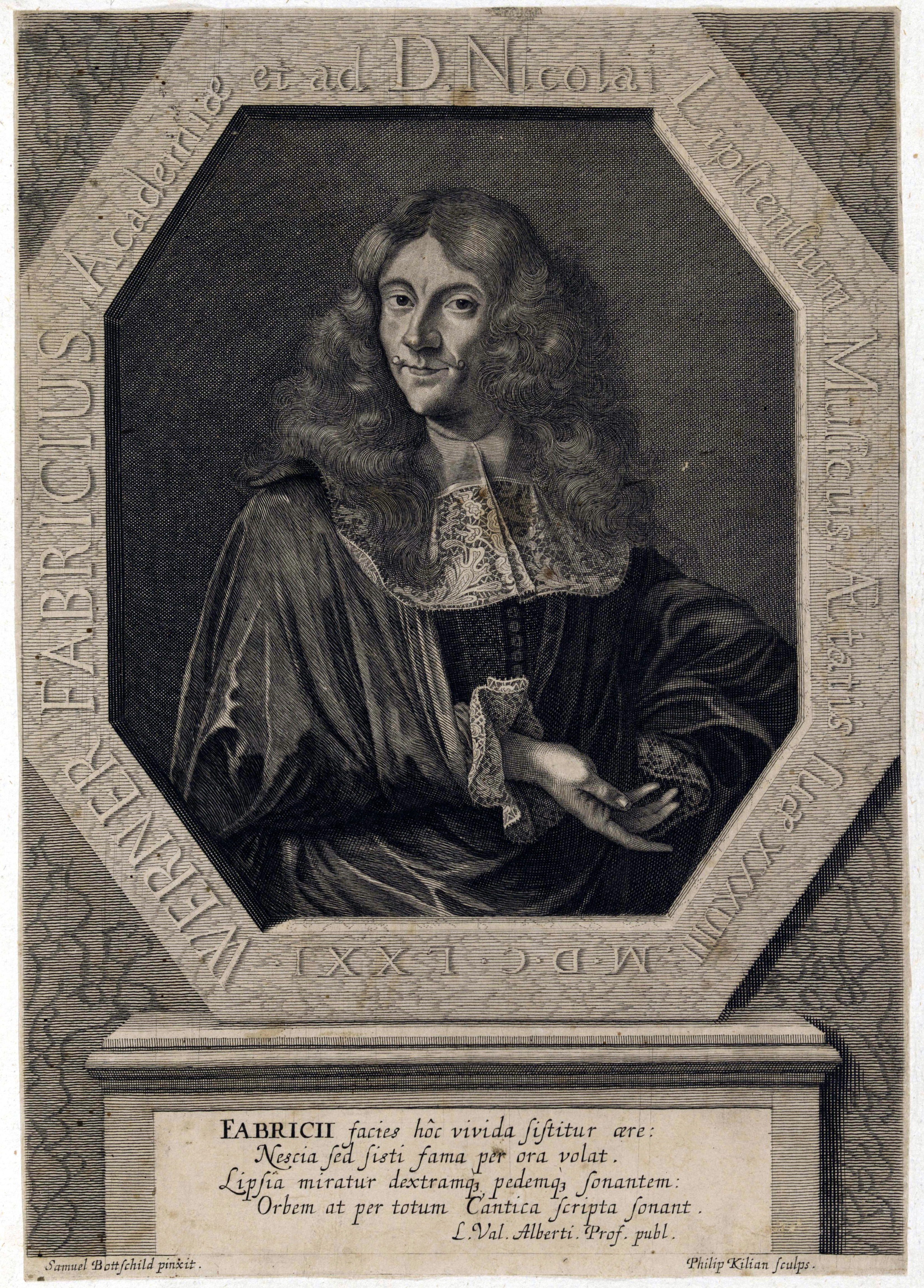
Werner Fabricius

- Werner Fabricius, compositore, organista e trattatista tedesco
- Werner Karl Heisenberg, fisico tedesco
- Werner Herzog, regista, sceneggiatore, produttore cinematografico, scrittore e attore tedesco
- Werner Mölders, militare e aviatore tedesco
- Werner von Haeften, militare tedesco
- Werner Voss, aviatore tedesco

### Variante Verner
- Verner Clarges, attore inglese
- Verner Eklöf, calciatore, combinatista nordico e giocatore di bandy finlandese
- Verner Järvinen, discobolo, giavellottista e pesista finlandese
- Verner Panton, designer danese
- Verner Weckman, lottatore finlandese

### Altre varianti
- Irnerio, giurista, accademico e glossatore medievale italiano
- Irnerio Bertuzzi, militare e aviatore italiano
- Guarnerio d'Artegna, umanista italiano
- Garnier de Naplouse, Gran Maestro dell'Ordine dei Cavalieri Ospitalieri
- Wessel Freytag von Loringhoven, ufficiale tedesco
- Guarnero Trotti, vescovo cattolico e accademico italiano

## Il nome nelle arti
- Werner Saalfeld è un personaggio della soap opera Tempesta d'amore.
- Werner Von Croy è un personaggio del videogioco Tomb Raider: The Last Revelation.